# Rye, Vzhodni Sussex
Rye je majhno mestece v okrožju Vzhodni Sussex v zgodovinskem okrožju Sussex v Angliji, približno dve milji od odprtega morja in na sotočju treh rek:  Rother, Tillingham in Brede. V srednjem veku je bilo mesto pomemben član konfederacije Cinque Ports v zalivu Rokavskega preliva in skoraj v celoti obkroženo z morjem.
Rye je uradno civilna župnija, vendar ima zaradi svojih zgodovinskih korenin status mesta. V popisu leta 2011 je imel 4773 prebivalcev. V svoji zgodovini je položaj ob morju zagotavljal zatočišče kraljevim ladjam, v 18. in 19. stoletju pa je bilo mesto povezano s tihotapskimi tolpami, kot je bila razvpita organizacija Hawkhurst Gang.

## Zgodovina
Rye je bil že v zgodnjem srednjem veku pomembno pristanišče, tako da je prvo listino dobil že leta 1289. Okoli leta 1350 je postal del konfederacije Cinque Ports.
Kralj Edvard III. je mesto utrdil in zgradil obzidje. Od treh prvotnih mestnih vrat iz 14. stoletja so ostala samo ena, Land, ob zgodnejšem stolpu Ypres iz 12. stoletja. Od drugih zgodovinskih zgradb je še gostilna Mermaid iz leta 1420. 
Po 15. stoletju, ko je upadel promet v pristanišču, je Rye začel stagnirati, tako da se je bolj malo širil zunaj obzidja.
Danes je turistično mestece, ki privlači s svojimi ozkimi uličicami in hišami v slogu predalčne lesene gradnje. V mestu je v 18. stoletju živel pisatelj Henry James. Hiša, v kateri je živel, je danes turistična znamenitost.

## Kraljevski Rye
Rye je bil del konfederacije Cinque Ports in branik pred vdori na obalah Rokavskega preliva. Vedno je imel tesne stike s krono. V zalivu Rye sta leta 1350 kralj Edvard III. in Črni princ premagala špansko vojsko v bitki pri Les Espagnols sur Mer. Kraljica Elizabeta I. je po obisku leta 1573 mestu podelila pravico do naslova "Rye Royal". Kralj Karel I. je opisal Rye kot "najcenejše morsko mesto za zagotavljanje rib za našo hišo". Jurij I. je pri vračanju z obiska svojih celinskih posesti leta 1726 ustanovil vasico Camber Sands in preživel naslednje štiri dni v mestecu Rye. 

## Geografija
Rye leži na točki, na kateri peščenjakovo gričevje Weald (anglosaško Andredsweald), starodavni pas gozda, doseže obalo. Srednjeveška obala je s svojimi velikimi zalivi omogočala ladjam, da so plule do pristanišča. Prvotni potek reke Rother je dosegel morje pri Romneyju na severovzhodu. Nevihte v Rokavskem prelivu v 13. stoletju so skupaj z dvigom zaliva s sedimentom prinesle velike količine proda vzdolž obale in zaprle vhod v pristanišče. Potek reke se je v stoletjih spremenil, tako da je Rye zdaj ob sotočju rek Tillingham in Brede, ki kot ena reka tečeta proti jugu v zaliv Rye. Reko Rother in okolico pristanišča Rye  upravlja in vzdržuje Agencija za okolje.  Reki Brede in Rother sta tudi del Kraljevega vojaškega prekopa (Royal Military Canal) med krajema Winchelsea in Iden Lock. Mesto je del odmaknjenega in manj naseljenega območja jugovzhodne Anglije, na robu močvirja Romney,  tri kilometre od obale.
Del mesta, a le manjši del stanovanjskega naselja, leži na prvotnih skalnih vzpetinah (citadela) in ima zgodovinske zgradbe, kot so župnijska cerkev svete Marije, stolp Ypres (del mestnega obzidja), Lamb House ( v njej je živel Henry James, danes je v njej muzej) in veliko hiš na ulicah Mermaid in Watchbell ter cerkveni trg. Glavna cesta obroblja mesto na jugu po prečkanju reke. Hiše vzdolž ceste New Winchelsea so iz leta 1930, zgrajene na izkopu Kraljevega vojaškega prekopa. Večina prebivalcev Rye živi zunaj območja citadele.
Rye je tudi v središču mreže naravnih rezervatov, nekaterih državnega pomena. Rye Harbour (kraj posebnega znanstvenega pomena) je na jugu in vključuje Naravni rezervat Rye Harbour. 
Sosednja Pett Levels and Pools ter Pannel Valley sta dostopna prek mesteca Winchelsea in njegovo obalo nekaj kilometrov proti zahodu, medtem ko jezero Scotney leži tik ob cesti Lydd, rezervat za zaščito ptic pri Dungenessu pa leži nekaj kilometrov bolj proti vzhodu  in ima Bird Observatory (opazovalnica ptic) na starem svetilniku. 

## Rye v literaturi
Znani potopisci so ga med 16. in 18. stoletjem pogosto omenjali, čeprav ne vedno v najboljšem pomenu. Sir Robert Naunton (1563–1635) ga omenja v svoji knjigi Travels in England (potovanja po Angliji), ki je izšla nekje med 1628 in 1632. Daniel Defoe (1660–1731) opisuje stanje pristanišča in dostope in misli, da je zelo malo verjetno, da bi velike ladje lahko ponovno uporabljale pristanišče.  William Cobbett (1763–1835) ga omenja mimogrede. Po knjigi Normana Wrighta Slavnih pet: Vse, kar ste želeli vedeti, sta Rye in Romney Marsh navdihnila Enid Blyton za knjigo Na lovu za tihotapci (1945). Leta 1969 je Malcolm Saville objavil opis v svojem Lone Pine, seriji otroških pustolovskih romanov z naslovom Rye Royal.
Rye je pritegnil veliko pisateljev fantastike, nekateri so živeli v Lamb House, ki je ena zgodovinskih mestnih rezidenc in zdaj v lasti Državnega sklada.  To so bili Henry James (1843–1916), ameriški pisatelj, ki je tu stanoval od 1898 do 1916; Rumer Godden (1907–1998), angloindijski pisatelj in E. F. Benson (1867–1940), angleški pisatelj. Hiša in mesto sta omenjena v Bensonovih romanih Mapp and Lucia, Mallards House in Tilling. BBC je Mapp and Lucia posnel v Ryeu poleti 2014.  Film po Montyju Pythonu Yellowbeard ima tudi nekaj prizorov posnetih na tlakovani ulici.